# Могила Глібова Леоніда Івановича

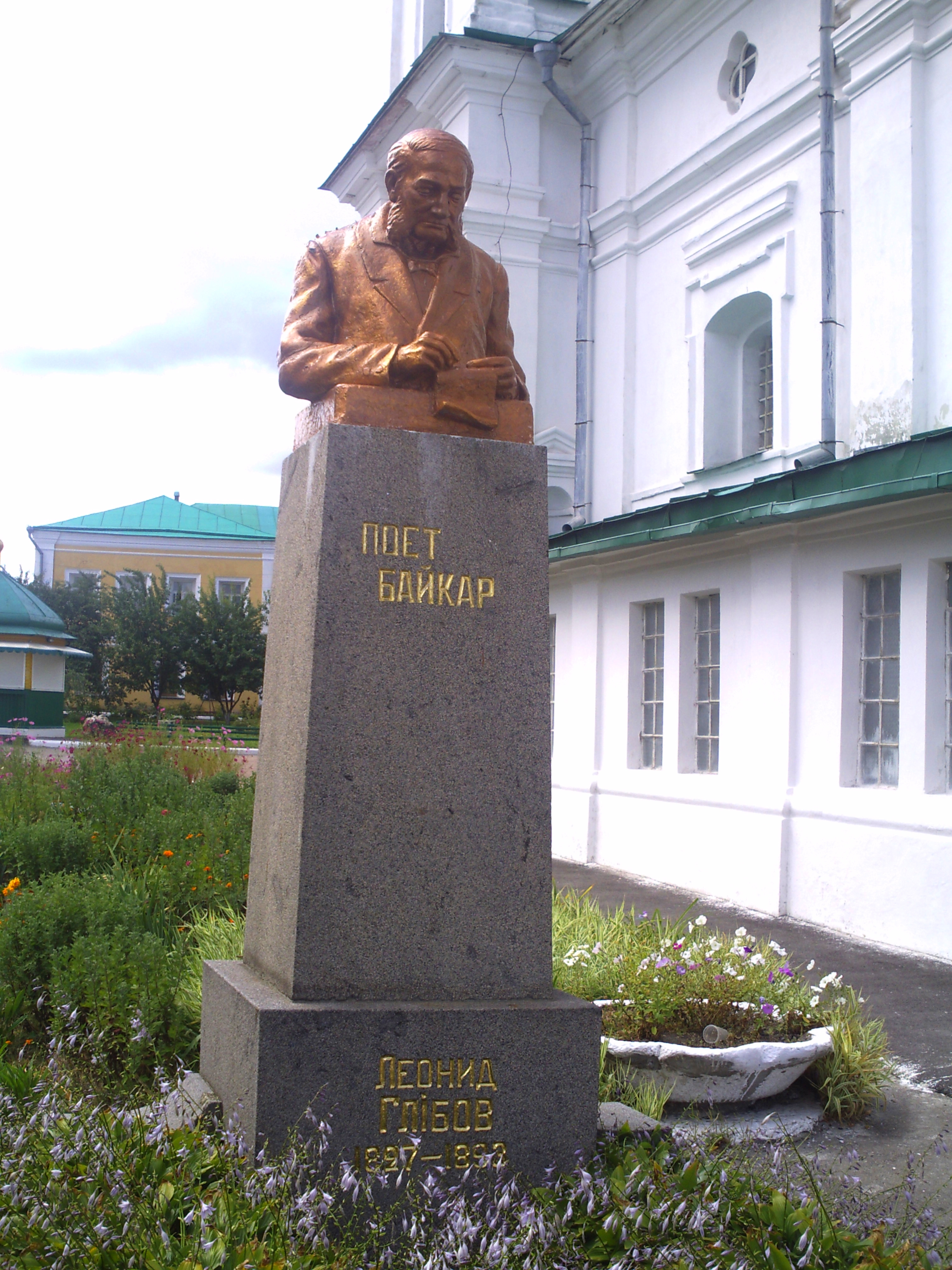
Погруддя Леоніда Глібова на його могилі

Моги́ла Глі́бова Леоні́да Іва́новича — пам'ятка історії національного значення в Чернігівській області.
У 1893 році видатний український поет, байкар, видавець, громадський діяч Глібов Леонід Іванович був похований на території Чернігівського Троїцько-Іллінського монастиря, біля південної стіни Троїцького собору і неподалік від Введенської трапезної церкви.
Перший пам'ятник на могилі з'явився 1899 року. Це був надгробок з білого мармуру, що мав портрет Л. І. Глібова та був увінчаний хрестом. На задній грані були викарбувані вірші В. І. Самійленка.
У 1939 році цей надгробок було перенесено до меморіального музею Михайла Коцюбинського, де він експонується досі, а йому на зміну встановлено скульптурне зображення поета на постаменті з сірого граніту.